# Roman Karimov
Roman Karimov (Ufa, 20 giugno 1984) è un regista russo.

## Filmografia parziale

### Regista
- Neadekvatnye ljudi (2010)
- Vdrebezgi (2011)
- Neadekvatnye ljudi 2 (2020)